# Tipula (Lunatipula) armata armata
Tipula (Lunatipula) armata armata is een ondersoort van de tweevleugelige Tipula (Lunatipula) armata uit de familie langpootmuggen (Tipulidae). De ondersoort komt voor in het Nearctisch gebied.